# Pero odonaria
Pero odonaria är en fjärilsart som beskrevs av Charles Oberthür 1883. Pero odonaria ingår i släktet Pero och familjen mätare. Inga underarter finns listade i Catalogue of Life.